# Ravinder N. Maini

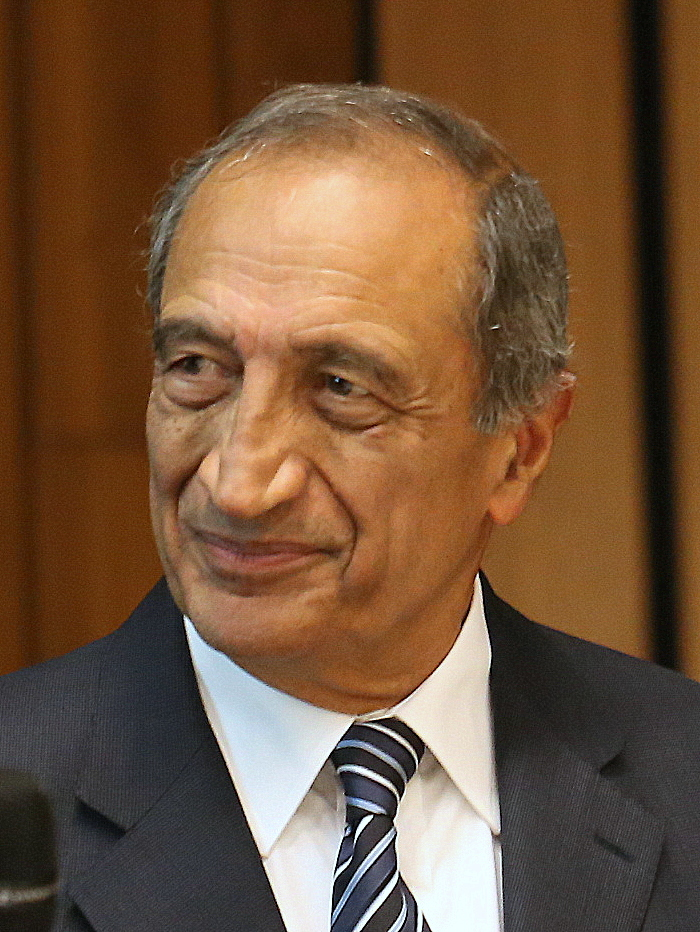
Ravinder N. Maini, 2013

Sir Ravinder Nath Maini (* 17. November 1937 in Ludhiana, Indien) ist ein britischer Immunologe und Rheumatologe indischer Abstammung. Er ist vor allem für seine Arbeiten bekannt, die zur Entwicklung einer neuen Klasse von Medikamenten geführt haben, den TNF-Blockern.

## Leben
Ravinder Nath Maini ist der Sohn von Sir Amar Nath Maini (1911–1999), einem liberal-konservativen britischen Politiker indischer Abstammung in Uganda (damals britische Kolonie) und ersten Bürgermeister der Stadt Kampala und Saheli Maini, geb. Mehra. Er verbrachte seine Kindheit in Afrika, schloss die Schule aber in England ab.
Maini erwarb am Sidney Sussex College der University of Cambridge einen Bachelor of Science und absolvierte anschließend ein Studium der Medizin. Nach Tätigkeiten an verschiedenen Krankenhäusern in London (Guy’s Hospital, Brompton Hospital, Charing Cross Hospital) zwischen 1962 und 1970, war er bis 1976 Oberarzt (Consultant) am St. Stephen’s Hospital, ebenfalls in London.
1979 wurde Maini Leiter der klinischen Immunologie an der Charing Cross and Westminster Medical School (heute Imperial College London) und am Kennedy Institute of Rheumatology (KIR), 1981 erhielt er eine Professur für Immunologie und Rheumatologie. 1990 wurde er wissenschaftlicher Direktor am KIR; von August 2000 bis September 2002 leitete er das Institut im Zuge seiner Fusion mit dem Imperial College London. Sein Nachfolger am KIR wurde Marc Feldmann. Von November 2002 bis zu seinem Ausscheiden aus der klinischen Praxis im Jahr 2007 war Maini Emeritus Honorary Consultant Physician am Charing Cross Hospital and Hammersmith Hospitals Trust in London. Seit November 2002 ist er Emeritus für Rheumatologie am Imperial College London.
Maini ist in zweiter Ehe verheiratet. Aus der ersten Ehe stammten vier Kinder, von denen ein Sohn als Teenager verstorben ist. Aus der zweiten Ehe stammen zwei Kinder.

## Wirken
Bereits Ende der 1960er Jahre arbeitete Maini bei Dudley Dumonde zu Botenstoffen, die von Lymphozyten ausgeschüttet werden.
Die Arbeiten von Maini und seinem langjährigen Forschungspartner Marc Feldmann befassten sich mit Zytokinen, die an Prozessen der Immunität und Entzündung beteiligt sind, insbesondere mit den molekularen Grundlagen der rheumatoiden Arthritis. Hierbei verwendeten sie sowohl Zellkulturen, die von Patienten gewonnen wurden (in vitro), als auch Versuchstiere von Modellorganismen (in vivo). Gemeinsam mit Fionula M. Brennan identifizierten sie TNF-α (Tumornekrosefaktor) als ein zentrales Zytokin. Heute weiß man, dass TNF unter anderem die Entzündung und Gewebezerstörung bei rheumatoider Arthritis, Psoriasis-Arthritis, Spondylitis ankylosans (Morbus Bechterew), Morbus Crohn und Colitis ulcerosa steuert. Maini und Feldmann betrieben translationale Medizin: sie entwickelten die Hypothese, dass eine Blockade des TNF Entzündungen hemmen kann, überprüften diese Hypothese im Laborversuch, verifizierten sie in der Praxis und leiteten letztlich auch die Studien, die zur Zulassung des ersten Vertreters der neuen Medikamentengruppe der TNF-Blocker (heute zählen dazu mehrere monoklonale Antikörper und ein Fusionsprotein) durch die zuständigen Behörden in Europa und den USA führten.
Weitere Arbeiten befassten sich mit der Blockade von anderen Zytokinen, darunter IL-6 und IL-17.

## Schriften (Auswahl)
- Immunology of Rheumatic Diseases, 1977
- Modulation of Autoimmune Disesae (Hrsg.), 1981
- Textbook of the Rheumatic Diseases (Co-Autor), 1986
- T-Cell Activation in Health and Disease (Hrsg.), 1989
- Rheumatoid Arthritis (Hrsg.), 1992
- Oxford Textbook of Rheumatology (Co-Autor), 1993
- Rheumatology (Co-Autor), 1993
- Manual of Biological Markers of Disease (Co-Autor), 1993–1996
- Oxford Textbook of Medicine (Co-Autor), 2001

## Auszeichnungen (Auswahl)
- 1989/1990 Präsident der British Society for Rheumatology
- 1994 Ehrendoktorat der Université Paris Descartes
- 1995 Croonian Lecture des Royal College of Physicians
- 2000 Crafoord-Preis (gemeinsam mit Marc Feldmann)[1]
- 2003 Albert Lasker Award for Clinical Medical Research (gemeinsam mit Marc Feldmann)[2]
- 2003 Knight Bachelor[3]
- 2004 Ehrendoktorat der University of Glasgow
- 2007 Fellow der Royal Society[4]
- 2008 Dr. Paul Janssen Award for Biomedical Research (gemeinsam mit Marc Feldmann)[5]
- 2010 Ernst Schering Preis (gemeinsam mit Marc Feldmann)[6]
- 2010 Ausländisches Mitglied der National Academy of Sciences[7]
- 2014 Canada Gairdner International Award
- 2024 Royal Medal